# Noticias Cuatro
Noticias Cuatro va ser l'espai de notícies de la cadena de televisió espanyola Cuatro. El format es va mantenir en emissió diària entre el 7 de novembre de 2005 i el 17 de febrer de 2019.
En la seva última etapa, l'adreça dels serveis informatius de Notícies Quatre corresponia a Juan Pedro Valentín, a través de l'Atlas, de la qual ell era director de continguts; pertanyent al grup Mediaset España Comunicación.
La informació meteorològica era a càrrec de "Meteoralia" (també proveïdora de Informativos Telecinco). Després de la Fusió de Gestevisión Telecinco i Sogecuatro, l'empresa filial CINTV (que també produïa CNN+) va produir el noticiari de la cadena des de la instal·lacions de Prisa TV a Tres Cantos. Des de abril de 2011, després d'una reestructuració en recursos tècnics i humans, els informatius de Cuatro van passar a ser produïts per Atles en els estudis de Mediaset España a Fuencarral.
El 8 de gener de 2019, Mediaset España va anunciar que cessaria Noticias Cuatro el 15 de febrer de 2019, sent el primer canal de televisió generalista espanyol a eliminar els seus informatius de la graella. Tanmateix no van ser eliminats, sinó reformulats amb un nou format, de manera que Cuatro va estrenar Cuatro al día el 18 de febrer de 2019, un espai que barrejaria el gènere informatiu amb el magazín amb seccions de política, esports, successos, economia, denúncies, estil de vida, cultura, reportatges o meteorologia, entre d'altres. Aquests nous serveis informatius comptarien amb edicions que substituirien a Noticias Cuatro en el seu horari habitual i amb un magazín vespertí de dilluns a divendres.

## Història
Aquesta és la trajectòria dels espais informatius de Cuatro:

### Matinal Cuatro
Sota el nom "Noticias Matinal Cuatro", es va iniciar un informatiu matinal el 17 de setembre de 2007, de la mà de José Ramón Pindado. Aquest noticiari tenia començament a les 07.00 hores finalitzant entorn de les 07.40 hores. En ell es destacava l'actualitat nacional, internacional, esportiva i meteorològica. A més les connexions amb la DGT (trànsit), la revista de premsa i la previsió informativa del dia van ser a grans trets les novetats que respecte a uns altres, configuren aquest informatiu, realitzat des de la redacció de notícies de Sogecable, on habitualment s'emetien els informatius de CNN+. Va ser retirat de la graella de Cuatro el 28 de setembre de 2008, a causa de diferents causes com l'aproximació de quota de pantalla a altres telenotícies de dins i fora de la casa i a la compra massiva de sèries d'animació amb objectiu del divertiment infantil mesura en detriment de la informació, traslladant el seu esperit informatiu i preferint una informació més transparent, global, seriosa i de reconeixement internacional en la Edición Matinal de CNN+. Entre 2007 a 2009, l'editor i presentador d'aquest noticiari era José Ramón Pindado.
El 14 de gener de 2010, l'Edició Matinal de CNN+ es va convertir en un magazín informatiu d'actualitat titulat Matinal Cuatro, que es va emetre entre les 7.00 i les 9.30 hores simultàniament en Cuatro i CNN+ fins a la seva desaparició en totes dues cadenes el 3 de desembre de 2010. L'equip en aquesta última etapa estava conformat per:
- Directora/presentadora: Ana García-Siñeriz
- Editors: Emilio Garrido (cap) i Carles García Baena (adjunt)
- Co-presentadors: Roger Persiva (Noticias) y Daniel Serrano (Revista de prensa)
- Redactors: Carolina Abellán (Cultura), Óscar Díaz de Liaño (Internacional), María Galán (Nacional), Lidia Camón (Sociedad), Vanesa Sáez (Meteorología) i Marta Soria (Economía)

El 9 de desembre de 2010, Matinal Cuatro es transforma en Matinal CNN+ per a emetre la informació contínua en el mateix horari, fins al tancament de CNN+.

### Noticias Cuatro 1
Aquesta edició va estar presentada des de l'inici de Cuatro i fins a setembre de 2006 per "las Martas", Marta Reyero i Marta Fernández.
Des de llavors i fins al 22 de gener de 2010 l'edició va estar conduïda pels periodistes: Mónica Sanz i Javier Ruiz.
El 25 de gener de 2010, Javier Ruiz abandonà aquest informatiu per posar-se al capdavant de l'edició nocturna, mentre que Manu Carreño exerceix d'informador transversal presentant tant la informació general com la informació esportiva.
Des del dilluns 6 de setembre de 2010, torna a estar presentat per Javier Ruiz.
El 24 de desembre de 2010, Javier Ruiz abandona Noticias Cuatro, pel fet que després de la fusió de Cuatro i Telecinco es decideix que no continuï al capdavant de l'edició.
Des del 10 de gener de 2011, després de l'arribada de Concha García Campoy a Informativos Telecinco Matinal, Hilario Pino passa a Cuatro per a encarregar-se de presentar l'edició i substituir Javier Ruiz.
El 6 de maig de 2013, Marta Fernández es va reincorporar a la primera edició de Noticias Cuatro. Des del 7 d'octubre de 2013 Marta Fernández s'encarrega de presentar en solitari l'informatiu.
Des del 9 de gener de 2017, Carme Chaparro presenta la primera edició de Noticias Cuatro.
Des del 21 d'agost de 2017, Juanma Castaño condueix l'edició de migdia d'Esports juntament amb Manu Carreño.
En juliol de 2018, Juanma Castaño, presenta el seu últim informatiu, posant fi d'aquesta manera a la seva relació amb la cadena, a la qual portava unit des del seu origen.

### Noticias Cuatro 2
Des de l'inici d'emissió de Cuatro, el seu conductor va ser Iñaki Gabilondo, juntament amb Silvia Intxaurrondo fins al 22 de gener de 2010.
Des del 25 de gener i fins al 3 de setembre de 2010, és presentat i dirigit per Javier Ruiz.
A partir del 6 de setembre de 2010 i fins al 2 de setembre de 2011, és presentat per Mónica Sanz. Primer amb Manu Carreño de setembre de 2010 a desembre de 2010, i posteriorment entre gener a setembre de 2011, en solitari.
El 5 de setembre de 2011, Roberto Arce (procedent d'Antena 3 Noticias) s'incorpora a l'edició nocturna de Noticias Cuatro substituint a Mónica Sanz.
Des del 3 de setembre de 2012 fins al 4 d'octubre de 2013 l'informatiu és presentat per Roberto Arce i Mónica Sanz.
A partir del 7 d'octubre de 2013 l'informatiu passa a ser presentat per Hilario Pino i Deportes Cuatro Nit allarga la seva durada i és presentat per Jesús Gallego.
En juliol de 2014 es coneix que Jesús Gallego abandonava el grup i que el seu substitut seria Nico Abad que tornava a Deportes Cuatro.
A més aquest mateix mes Mediaset Espanya anunciava la sortida de Hilario Pino del grup i que el seu substitut al capdavant de la segona edició de Notícies Quatre seria Miguel Ángel Oliver.
Des de setembre de 2016, José Antonio Luque editor i substitut de Deportes Cuatro Noche, es converteix en presentador titular d'aquest informatiu, en substitució de Nico Abad, què passa a l'edició esportiva de migdia amb Manu Carreño.
Ane Ibarzábal, passa a presentar amb Miguel Ángel Oliver, des del 9 de gener de 2017.
Des del 23 de gener de 2017, Ane Ibarzábal, comença a presentar el programa "Crònica Quatre", de 19.30 a 20.00, abandonant així la presentació de l'informatiu dues setmanes després d'incorporar-se.
Des del 24 de setembre de 2017, Nico Abad, torna a presentar Deportes Cuatro nit, després de la marxa de José Antonio Luque a Telecinco, per a presentar esports migdia; i alhora aquest substitueix Pablo Pinto, que es trasllada al cap de setmana, a Cuatro.
El dimarts 5 de juny de 2018, Miguel Ángel Oliver, abandona Mediaset España, després de 13 anys en Cuatra, per la secretaria d'estat de comunicació.
Ane Ibarzábal el supleix des del dimecres 6 de juny de 2018 al divendres 15 de juny de 2018 i José Luis Fuentecilla, des del dilluns 18 de juny al divendres 29 de juny de 2018.
Javier Ruiz, es reincorpora a aquesta edició com a editor i presentador el dilluns 2 de juliol de 2018.

### Noticias Cuatro Fin de semana
Miguel Ángel Oliver i des d'octubre de 2006, Marta Reyero, es van encarregar d'editar i presentar tant l'edició de migdia (14 hores) com la nocturna (20 hores).
José Ramón Pindado i Esther Cervera es van encarregar dels esports fins a 2007, quan van ser substituïts per Juanma Castaño i Nico Abad.
En març de 2013, Nico Abad va abandonar el seu lloc a Cuatro per a abordar noves tasques professionals dins del mateix grup de comunicació, i fou substituït per Luis García.
En juliol de 2014 s'anuncia el pas de Miguel Ángel Oliver a Noticias Cuatro 2 i l'arribada de Roberto Arce com a presentador i editor de Notícies Quatre cap de setmana al costat de Marta Reyero des de setembre de 2014.
Des del 26 d'agost de 2017, Pablo Pinto co-presenta amb Luis García, Noticias Cuatro Deportes cap de setmana.

### Especial Noticias Cuatro
Les edicions especials més comunes són reportatges específics sobre un tema d'actualitat. S'han emès reportatges sobre el terrorisme islamista internacional, el narcotràfic a Mèxic, la possessió d'armes als EUA, o el conflicte palestino-israelià a la Franja de Gaza (editats per Jon Sistiaga); l'especulació immobiliària a Espanya, la crisi econòmica mundial, la desocupació a Espanya, o els anuaris informatius (editats per José Luis Fuentecilla).
Així mateix, també poden emetre's edicions especials sobre eleccions celebrades en Espanya, o fins i tot per la seva repercussió mundial, les eleccions presidencials dels Estats Units.
Finalment, també s'emeten edicions especials a prime time quan Iñaki Gabilondo realitza entrevistes al President del Govern d'Espanya o al Líder de l'Oposició.

### Cuatro por Cuatro
Va ser un informatiu setmanal co-presentat per Àngels Barceló, Carles Francino, Iñaki Gabilondo i Jon Sistiaga que es va estrenar a principis de març de 2006 i va romandre en la graella fins a finals de juny de 2006. Els quatre periodistes s'alternaven al llarg de les quatre setmanes de cada mes. Mitjançant la rotació de presentadors es tractava també d'oferir diferents punts de vista de l'actualitat, perquè cadascun s'encarregava d'un format concret, a saber: la mirada d'Àngels, l'entrevista d'Iñaki, el reportatge de Jon i el debat de Carles.

### Crónica Cuatro
Programa que comptava les notícies en forma de crònica. Aquest programa va sorgir per la falta d'audiència de la cadena i la competència més directa són els programes informatius. El seu principal rival era Más vale tarde de laSexta.

## Equip

### Noticias Cuatro 1
- Edició: Roberto Arce
- Notícies: Marta Reyero i Roberto Arce
- Esports: Luis García i Pablo Pinto
- El temps: Rosemary Alker
- Suplents d'esports: Ricardo Reyes, Mª Victoria Albertos, Andrés de la Poza i Manu Carreño

## Llista de presentadors

### Notícies
- Iñaki Gabilondo – (2005-2010)
- Marta Fernández – (2005-2006; 2013-2016)
- Marta Reyero – (2005-2019)
- Miguel Ángel Oliver – (2005-2018)
- Silvia Intxaurrondo – (2005-2010)
- Mónica Sanz – (2006-2019)
- Ane Ibarzábal – (2006-2014; 2017-2019)
- Javier Ruiz – (2006-2010; 2018-2019)
- Roger Persiva – (2006-2011)
- Manu Carreño – (2010)[10][14]
- Daniel Serrano – (2010)
- Ana García-Siñeriz – (2010)
- Hilario Pino – (2011-2014)
- Roberto Arce – (2011-2013; 2014-2019)
- Carme Chaparro – (2017-2019)
- Edurne Arbeloa – (2017)
- David Tejera – (2017)

### Esports
- Manu Carreño – (2005-2019)
- Juanma Castaño – (2005-2018)[9]
- Nico Abad – (2007-2013; 2014-2019)
- Pablo Pinto – (2017-2019)
- Luis García – (2005-2019)
- Ricardo Reyes – (2005-2019)
- Andrés de la Poza – (2013-2019)
- Luis Alberto Vaquero – (2013-2019)
- Mª Victoria Albertos – (2016-2019)
- Álvaro Montero – (2016-2019)
- José Antonio Luque – (2013-2017)
- José Ramón Pindado – (2005-2007)
- Esther Cervera – (2005-2007)
- Raúl Ruiz – (2008-2010)[10]
- Manolo Lama – (2005-2016)
- Jesús Gallego – (2013-2014)
- Lara Álvarez – (2011-2012)
- Danae Boronat – (2015-2016)

### El temps
- Vanesa Sáez – (2005-2011)
- Luz Cepeda – (2005-2011)
- Elena Miñambres – (2005-2011)
- Florenci Rey – (2005-2011)
- Joanna Ivars – (2011-2014)
- Gema Chiverto – (2011-2014)

Plantilla:Nueva columna
- Carlos Cabrera – (2011-2014)
- Rebeca Haro – (2014-2015)
- Laura Madrueño – (2014-2017)
- Rosemary Alker – (2014-2019)
- Carmen Corazzini – (2017-2019)
- Flora González – (2017-2019)